# Dolînske, Ceaplînka
Dolînske (în ucraineană Долинське) este o comună în raionul Ceaplînka, regiunea Herson, Ucraina, formată numai din satul de reședință.

## Demografie
Componența lingvistică a comunei Dolînske
     Ucraineană (94,32%)
     Rusă (4,33%)
     Alte limbi (1,15%)
Conform recensământului din 2001, majoritatea populației comunei Dolînske era vorbitoare de ucraineană (94,32%), existând în minoritate și vorbitori de rusă (4,33%).